# 100
100（一百）是99与101之间的自然数。

## 数学性质
- 第74個合數，正因數有1、2、4、5、10、20、25、50和100。前一個為99、下一個為102。
質因數分解為{\displaystyle 2^{2}\times 5^{2}}。
- 第22個過剩數，真因數和為117，盈度為17。前一個為96、下一個為102。
  - 第23個半完全數，和為本身的其中一組因數為1、 4、 20、 25、 50。前一個為96、下一個為102。
- 第10個平方數，為10的平方。前一個為81、下一個為121。
- 第33個十进制的哈沙德數。前一個為90、下一個為102。
- 第62個十进制的奢侈數。前一個為99、下一個為102。
- 首四個立方數之和：{\displaystyle 1^{3}+2^{3}+3^{3}+4^{3}=1+8+27+64=100}。
- 首9個質數之和：{\displaystyle 2+3+5+7+11+13+17+19+23=100}。[1]
- 十八邊形数

## 在科学中
- 水的沸點約為攝氏100度（精確為99.974度）。
- 镄的原子序数[2]

## 在人类文化中
- 百年为一世紀
- 100周年、200周年、300周年記念。
- “百年之后”-逝世
- 百米短跑、百米游泳
- 百歲為壽星公（又稱「人瑞」）
- 百科全书
- 百字书
- 百字图
- 《100毛》
- 貨幣常用面額，如100日圓，100港元。
- 台灣台北市中正區的郵遞區號為100。

| 国际单位制   | 国际单位制 | 国际单位制 | 国际单位制 | 国际单位制 | 国际单位制 | 国际单位制  | 国际单位制 |
| ------------ | ---------- | ---------- | ---------- | ---------- | ---------- | ----------- | ---------- |
| 中國大陸名称 | 臺灣名称   | 英语名称   | 符号       | 1000m      | 10n        | 十进制      | 启用时间   |
| 昆（昆它）   | 昆         | quetta     | Q          | 100010     | 1030       | 1000        | 2022       |
| 容（容那）   | 羅         | ronna      | R          | 10009      | 1027       | 1000        | 2022       |
| 尧（尧它）   | 佑         | yotta      | Y          | 10008      | 1024       | 1000        | 1991       |
| 泽（泽它）   | 皆         | zetta      | Z          | 10007      | 1021       | 1000        | 1991       |
| 艾（艾可萨） | 艾         | exa        | E          | 10006      | 1018       | 1000        | 1975       |
| 拍（拍它）   | 拍         | peta       | P          | 10005      | 1015       | 1000        | 1975       |
| 太（太拉）   |            | tera       | T          | 10004      | 1012       | 1000        | 1960       |
| 吉（吉咖）   | 吉         | giga       | G          | 10003      | 109        | 1000        | 1960       |
|              | 百萬       | mega       | M          | 10002      | 106        | 1000        | 1873       |
| 千           | 千         | kilo       | k          | 10001      | 103        | 1000        | 1795       |
| 百           | 百         | hecto      | h          | 10002/3    | 102        | 100         | 1795       |
| 十           | 十         | deca       | da         | 10001/3    | 101        | 10          | 1795       |
|              |            |            |            | 10000      | 100        | 1           |            |
| 分           | 分         | deci       | d          | 1000−1/3   | 10-1       | 0.1         | 1795       |
| 厘           | 厘         | centi      | c          | 1000−2/3   | 10-2       | 0.01        | 1795       |
| 毫           | 毫         | milli      | m          | 1000-1     | 10-3       | 0.001       | 1795       |
| 微           | 微         | micro      | µ          | 1000-2     | 10-6       | 0.000001    | 1873       |
| 纳（纳诺）   | 奈         | nano       | n          | 1000-3     | 10-9       | 0.000000001 | 1960       |
| 皮（皮可）   | 皮         | pico       | p          | 1000-4     | 10-12      | 0.000000001 | 1960       |
| 飞（飞母托） | 飛         | femto      | f          | 1000-5     | 10-15      | 0.000000001 | 1964       |
| 阿（阿托）   | 阿         | atto       | a          | 1000-6     | 10-18      | 0.000000001 | 1964       |
| 仄（仄普托） | 介         | zepto      | z          | 1000-7     | 10-21      | 0.000000001 | 1991       |
| 幺（幺科托） | 攸         | yocto      | y          | 1000-8     | 10-24      | 0.000000001 | 1991       |
| 柔（柔托）   | 絨         | ronto      | r          | 1000-9     | 10-27      | 0.000000001 | 2022       |
| 亏（亏科托） | 匱         | quecto     | q          | 1000-10    | 10-30      | 0.000000001 | 2022       |
| 1.           |            |            |            |            |            |             |            |

### 历史
- 《旧唐书》保甲制：百户为里，五里为乡。
- 百官朝拜
- 百日维新
- 百团大战
- 百日王朝
- 百年战争
- 百花齐放运动

### 中国古典文学
中国古典文学中有不少100回的长编章回小说：
- 《西游记》
- 《水浒传》
- 《金瓶梅》
- 《三宝太监下西洋记》
- 《镜花缘》
- 《醒世姻缘》
- 《清宫十三朝演义》

## 在其它领域中
- 考试百分制
- 百分比
- 百姓，中文姓氏。
- 天際100，是香港的一個室內觀景台
- 中華電信國際台
- 印度的报警电话

## 101至199的數字
101
- 第26個質數。
  - 孪生素数，為（101、 103）

102
- 合数，正因數有1、2、3、6、17、34、51和102。
質因數分解，{\displaystyle 2\times 3\times 17}。
- 过剩数，真因數和為114，盈度為12
  - 半完全数，和為本身的其中一組因數為17、 34、 51。
- 不尋常數，大於平方根的質因數為17。
- 佩服數，佩服因數為6。
- 无平方数因数的数。
  - 楔形数。
- 十进制的奢侈數。

103
- 第27個質數。
  - 孪生素数，為（101、 103）

104
- 合数，正因數有1、2、4、8、13、26、52和104。
質因數分解，{\displaystyle 2^{3}\times 13}。
- 过剩数，真因數和為106，盈度為2
  - 半完全数，和為本身的其中一組因數為1、 4、 8、 13、 26、 52。
- 不尋常數，大於平方根的質因數為13。
- 佩服數，佩服因數為1。
- 十进制的奢侈數。

105
- 合数，正因數有1、3、5、7、15、21、35和105。
質因數分解，{\displaystyle 3\times 5\times 7}。
- 亏数，真因數和為87，虧度為18
- 无平方数因数的数。
  - 楔形数。
- 十进制的等數位數。

106
- 合数，正因數有1、2、53和106。
質因數分解，{\displaystyle 2\times 53}。
- 亏数，真因數和為56，虧度為50
- 不尋常數，大於平方根的質因數為53。
- 半素数。
- 无平方数因数的数。
- 十进制的等數位數。

107
- 第28個質數。
  - 孪生素数，為（107、 109）

108
- 合数，正因數有1、2、3、4、6、9、12、18、27、36、54和108。
質因數分解，{\displaystyle 2^{2}\times 3^{3}}。
- 过剩数，真因數和為172，盈度為64
  - 半完全数，和為本身的其中一組因數為2、 3、 4、 6、 12、 18、 27、 36。
- 十进制的奢侈數。

109
- 第29個質數。
  - 孪生素数，為（107、 109）

110
- 合数，正因數有1、2、5、10、11、22、55和110。
質因數分解，{\displaystyle 2\times 5\times 11}。
- 亏数，真因數和為106，虧度為4
- 不尋常數，大於平方根的質因數為11。
- 无平方数因数的数。
  - 楔形数。
- 普洛尼克数，為10與11的乘積。
- 十进制的奢侈數。

111
- 合数，正因數有1、3、37和111。
質因數分解，{\displaystyle 3\times 37}。
- 亏数，真因數和為41，虧度為70
- 不尋常數，大於平方根的質因數為37。
- 半素数。
- 无平方数因数的数。
- 十进制的等數位數。

112
- 合数，正因數有1、2、4、7、8、14、16、28、56和112。
質因數分解，{\displaystyle 2^{4}\times 7}。
- 过剩数，真因數和為136，盈度為24
  - 半完全数，和為本身的其中一組因數為1、 2、 4、 7、 14、 28、 56。
- 十进制的等數位數。

113
- 第30個質數。

114
- 合数，正因數有1、2、3、6、19、38、57和114。
質因數分解，{\displaystyle 2\times 3\times 19}。
- 过剩数，真因數和為126，盈度為12
  - 半完全数，和為本身的其中一組因數為19、 38、 57。
- 不尋常數，大於平方根的質因數為19。
- 佩服數，佩服因數為6。
- 无平方数因数的数。
  - 楔形数。
- 十进制的奢侈數。

115
- 合数，正因數有1、5、23和115。
質因數分解，{\displaystyle 5\times 23}。
- 亏数，真因數和為29，虧度為86
- 不尋常數，大於平方根的質因數為23。
- 半素数。
- 无平方数因数的数。
- 十进制的等數位數。

116
- 合数，正因數有1、2、4、29、58和116。
質因數分解，{\displaystyle 2^{2}\times 29}。
- 亏数，真因數和為94，虧度為22
- 不尋常數，大於平方根的質因數為29。
- 十进制的奢侈數。

117
- 合数，正因數有1、3、9、13、39和117。
質因數分解，{\displaystyle 3^{2}\times 13}。
- 亏数，真因數和為65，虧度為52
- 不尋常數，大於平方根的質因數為13。
- 十进制的奢侈數。

118
- 合数，正因數有1、2、59和118。
質因數分解，{\displaystyle 2\times 59}。
- 亏数，真因數和為62，虧度為56
- 不尋常數，大於平方根的質因數為59。
- 半素数。
- 无平方数因数的数。
- 十进制的等數位數。

119
- 合数，正因數有1、7、17和119。
質因數分解，{\displaystyle 7\times 17}。
- 亏数，真因數和為25，虧度為94
- 不尋常數，大於平方根的質因數為17。
- 半素数。
- 无平方数因数的数。
- 十进制的等數位數。

120
- 合数，正因數有1、2、3、4、5、6、8、10、12、15、20、24、30、40、60和120。
質因數分解，{\displaystyle 2^{3}\times 3\times 5}。
- 过剩数，真因數和為240，盈度為120
  - 半完全数，和為本身的其中一組因數為1、 2、 3、 4、 5、 6、 8、 10、 12、 15、 24、 30。
- 佩服數，佩服因數為60。
- 十进制的奢侈數。

121
- 合数，正因數有1、11和121。
質因數分解，{\displaystyle 11^{2}}。
- 亏数，真因數和為12，虧度為109
- 半素数。
- 平方数，為11的平方。
- 十进制的等數位數。

122
- 合数，正因數有1、2、61和122。
質因數分解，{\displaystyle 2\times 61}。
- 亏数，真因數和為64，虧度為58
- 不尋常數，大於平方根的質因數為61。
- 半素数。
- 无平方数因数的数。
- 十进制的等數位數。

123
- 合数，正因數有1、3、41和123。
質因數分解，{\displaystyle 3\times 41}。
- 亏数，真因數和為45，虧度為78
- 不尋常數，大於平方根的質因數為41。
- 半素数。
- 无平方数因数的数。
- 十进制的等數位數。

124
- 合数，正因數有1、2、4、31、62和124。
質因數分解，{\displaystyle 2^{2}\times 31}。
- 亏数，真因數和為100，虧度為24
- 不尋常數，大於平方根的質因數為31。
- 十进制的奢侈數。

125
- 合数，正因數有1、5、25和125。
質因數分解，{\displaystyle 5^{3}}。
- 亏数，真因數和為31，虧度為94
- 十进制的節儉數。

126
- 合数，正因數有1、2、3、6、7、9、14、18、21、42、63和126。
質因數分解，{\displaystyle 2\times 3^{2}\times 7}。
- 过剩数，真因數和為186，盈度為60
  - 半完全数，和為本身的其中一組因數為1、 2、 3、 6、 7、 9、 14、 21、 63。
- 十进制的奢侈數。

127
- 第31個質數。

128
- 合数，正因數有1、2、4、8、16、32、64和128。
質因數分解，{\displaystyle 2^{7}}。
- 亏数，真因數和為127，虧度為1
- 十进制的節儉數。

129
- 合数，正因數有1、3、43和129。
質因數分解，{\displaystyle 3\times 43}。
- 亏数，真因數和為47，虧度為82
- 不尋常數，大於平方根的質因數為43。
- 半素数。
- 无平方数因数的数。
- 十进制的等數位數。

130
- 合数，正因數有1、2、5、10、13、26、65和130。
質因數分解，{\displaystyle 2\times 5\times 13}。
- 亏数，真因數和為122，虧度為8
- 不尋常數，大於平方根的質因數為13。
- 无平方数因数的数。
  - 楔形数。
- 十进制的奢侈數。

131
- 第32個質數。

132
- 合数，正因數有1、2、3、4、6、11、12、22、33、44、66和132。
質因數分解，{\displaystyle 2^{2}\times 3\times 11}。
- 过剩数，真因數和為204，盈度為72
  - 半完全数，和為本身的其中一組因數為1、 2、 3、 4、 11、 12、 22、 33、 44。
- 普洛尼克数，為11與12的乘積。
- 十进制的奢侈數。

133
- 合数，正因數有1、7、19和133。
質因數分解，{\displaystyle 7\times 19}。
- 亏数，真因數和為27，虧度為106
- 不尋常數，大於平方根的質因數為19。
- 半素数。
- 无平方数因数的数。
- 十进制的等數位數。

134
- 合数，正因數有1、2、67和134。
質因數分解，{\displaystyle 2\times 67}。
- 亏数，真因數和為70，虧度為64
- 不尋常數，大於平方根的質因數為67。
- 半素数。
- 无平方数因数的数。
- 十进制的等數位數。

135
- 合数，正因數有1、3、5、9、15、27、45和135。
質因數分解，{\displaystyle 3^{3}\times 5}。
- 亏数，真因數和為105，虧度為30
- 十进制的等數位數。

136
- 合数，正因數有1、2、4、8、17、34、68和136。
質因數分解，{\displaystyle 2^{3}\times 17}。
- 亏数，真因數和為134，虧度為2
- 不尋常數，大於平方根的質因數為17。
- 十进制的奢侈數。

137
- 第33個質數。
  - 孪生素数，為（137、 139）

138
- 合数，正因數有1、2、3、6、23、46、69和138。
質因數分解，{\displaystyle 2\times 3\times 23}。
- 过剩数，真因數和為150，盈度為12
  - 半完全数，和為本身的其中一組因數為23、 46、 69。
- 不尋常數，大於平方根的質因數為23。
- 佩服數，佩服因數為6。
- 无平方数因数的数。
  - 楔形数。
- 十进制的奢侈數。

139
- 第34個質數。
  - 孪生素数，為（137、 139）

140
- 合数，正因數有1、2、4、5、7、10、14、20、28、35、70和140。
質因數分解，{\displaystyle 2^{2}\times 5\times 7}。
- 过剩数，真因數和為196，盈度為56
  - 半完全数，和為本身的其中一組因數為2、 4、 5、 7、 10、 14、 28、 70。
- 歐爾調和數，因數调和平均数為5。
- 佩服數，佩服因數為28。
- 十进制的奢侈數。

141
- 合数，正因數有1、3、47和141。
質因數分解，{\displaystyle 3\times 47}。
- 亏数，真因數和為51，虧度為90
- 不尋常數，大於平方根的質因數為47。
- 半素数。
- 无平方数因数的数。
- 十进制的等數位數。

142
- 合数，正因數有1、2、71和142。
質因數分解，{\displaystyle 2\times 71}。
- 亏数，真因數和為74，虧度為68
- 不尋常數，大於平方根的質因數為71。
- 半素数。
- 无平方数因数的数。
- 十进制的等數位數。

143
- 合数，正因數有1、11、13和143。
質因數分解，{\displaystyle 11\times 13}。
- 亏数，真因數和為25，虧度為118
- 不尋常數，大於平方根的質因數為13。
- 半素数。
- 无平方数因数的数。
- 十进制的奢侈數。

144
- 合数，正因數有1、2、3、4、6、8、9、12、16、18、24、36、48、72和144。
質因數分解，{\displaystyle 2^{4}\times 3^{2}}。
- 过剩数，真因數和為259，盈度為115
  - 半完全数，和為本身的其中一組因數為2、 3、 4、 8、 9、 12、 16、 18、 24、 48。
- 平方数，為12的平方。
- 十进制的奢侈數。

145
- 合数，正因數有1、5、29和145。
質因數分解，{\displaystyle 5\times 29}。
- 亏数，真因數和為35，虧度為110
- 不尋常數，大於平方根的質因數為29。
- 半素数。
- 无平方数因数的数。
- 十进制的等數位數。

146
- 合数，正因數有1、2、73和146。
質因數分解，{\displaystyle 2\times 73}。
- 亏数，真因數和為76，虧度為70
- 不尋常數，大於平方根的質因數為73。
- 半素数。
- 无平方数因数的数。
- 十进制的等數位數。

147
- 合数，正因數有1、3、7、21、49和147。
質因數分解，{\displaystyle 3\times 7^{2}}。
- 亏数，真因數和為81，虧度為66
- 十进制的等數位數。

148
- 合数，正因數有1、2、4、37、74和148。
質因數分解，{\displaystyle 2^{2}\times 37}。
- 亏数，真因數和為118，虧度為30
- 不尋常數，大於平方根的質因數為37。
- 十进制的奢侈數。

149
- 第35個質數。
  - 孪生素数，為（149、 151）

150
- 合数，正因數有1、2、3、5、6、10、15、25、30、50、75和150。
質因數分解，{\displaystyle 2\times 3\times 5^{2}}。
- 过剩数，真因數和為222，盈度為72
  - 半完全数，和為本身的其中一組因數為2、 3、 5、 10、 25、 30、 75。
- 十进制的奢侈數。

151
- 第36個質數。
  - 孪生素数，為（149、 151）

152
- 合数，正因數有1、2、4、8、19、38、76和152。
質因數分解，{\displaystyle 2^{3}\times 19}。
- 亏数，真因數和為148，虧度為4
- 不尋常數，大於平方根的質因數為19。
- 十进制的奢侈數。

153
- 合数，正因數有1、3、9、17、51和153。
質因數分解，{\displaystyle 3^{2}\times 17}。
- 亏数，真因數和為81，虧度為72
- 不尋常數，大於平方根的質因數為17。
- 十进制的奢侈數。

154
- 合数，正因數有1、2、7、11、14、22、77和154。
質因數分解，{\displaystyle 2\times 7\times 11}。
- 亏数，真因數和為134，虧度為20
- 无平方数因数的数。
  - 楔形数。
- 十进制的奢侈數。

155
- 合数，正因數有1、5、31和155。
質因數分解，{\displaystyle 5\times 31}。
- 亏数，真因數和為37，虧度為118
- 不尋常數，大於平方根的質因數為31。
- 半素数。
- 无平方数因数的数。
- 十进制的等數位數。

156
- 合数，正因數有1、2、3、4、6、12、13、26、39、52、78和156。
質因數分解，{\displaystyle 2^{2}\times 3\times 13}。
- 过剩数，真因數和為236，盈度為80
  - 半完全数，和為本身的其中一組因數為1、 3、 4、 6、 12、 13、 26、 39、 52。
- 不尋常數，大於平方根的質因數為13。
- 普洛尼克数，為12與13的乘積。
- 十进制的奢侈數。

157
- 第37個質數。

158
- 合数，正因數有1、2、79和158。
質因數分解，{\displaystyle 2\times 79}。
- 亏数，真因數和為82，虧度為76
- 不尋常數，大於平方根的質因數為79。
- 半素数。
- 无平方数因数的数。
- 十进制的等數位數。

159
- 合数，正因數有1、3、53和159。
質因數分解，{\displaystyle 3\times 53}。
- 亏数，真因數和為57，虧度為102
- 不尋常數，大於平方根的質因數為53。
- 半素数。
- 无平方数因数的数。
- 十进制的等數位數。

160
- 合数，正因數有1、2、4、5、8、10、16、20、32、40、80和160。
質因數分解，{\displaystyle 2^{5}\times 5}。
- 过剩数，真因數和為218，盈度為58
  - 半完全数，和為本身的其中一組因數為1、 4、 5、 8、 10、 20、 32、 80。
- 十进制的等數位數。

161
- 合数，正因數有1、7、23和161。
質因數分解，{\displaystyle 7\times 23}。
- 亏数，真因數和為31，虧度為130
- 不尋常數，大於平方根的質因數為23。
- 半素数。
- 无平方数因数的数。
- 十进制的等數位數。

162
- 合数，正因數有1、2、3、6、9、18、27、54、81和162。
質因數分解，{\displaystyle 2\times 3^{4}}。
- 过剩数，真因數和為201，盈度為39
  - 半完全数，和為本身的其中一組因數為1、 2、 6、 18、 54、 81。
- 十进制的等數位數。

163
- 第38個質數。

164
- 合数，正因數有1、2、4、41、82和164。
質因數分解，{\displaystyle 2^{2}\times 41}。
- 亏数，真因數和為130，虧度為34
- 不尋常數，大於平方根的質因數為41。
- 十进制的奢侈數。

165
- 合数，正因數有1、3、5、11、15、33、55和165。
質因數分解，{\displaystyle 3\times 5\times 11}。
- 亏数，真因數和為123，虧度為42
- 无平方数因数的数。
  - 楔形数。
- 十进制的奢侈數。

166
- 合数，正因數有1、2、83和166。
質因數分解，{\displaystyle 2\times 83}。
- 亏数，真因數和為86，虧度為80
- 不尋常數，大於平方根的質因數為83。
- 半素数。
- 无平方数因数的数。
- 十进制的等數位數。

167
- 第39個質數。

168
- 合数，正因數有1、2、3、4、6、7、8、12、14、21、24、28、42、56、84和168。
質因數分解，{\displaystyle 2^{3}\times 3\times 7}。
- 过剩数，真因數和為312，盈度為144
  - 半完全数，和為本身的其中一組因數為1、 2、 3、 6、 7、 8、 12、 14、 21、 24、 28、 42。
- 十进制的奢侈數。

169
- 合数，正因數有1、13和169。
質因數分解，{\displaystyle 13^{2}}。
- 亏数，真因數和為14，虧度為155
- 半素数。
- 平方数，為13的平方。
- 十进制的等數位數。

170
- 合数，正因數有1、2、5、10、17、34、85和170。
質因數分解，{\displaystyle 2\times 5\times 17}。
- 亏数，真因數和為154，虧度為16
- 不尋常數，大於平方根的質因數為17。
- 无平方数因数的数。
  - 楔形数。
- 十进制的奢侈數。

171
- 合数，正因數有1、3、9、19、57和171。
質因數分解，{\displaystyle 3^{2}\times 19}。
- 亏数，真因數和為89，虧度為82
- 不尋常數，大於平方根的質因數為19。
- 十进制的奢侈數。

172
- 合数，正因數有1、2、4、43、86和172。
質因數分解，{\displaystyle 2^{2}\times 43}。
- 亏数，真因數和為136，虧度為36
- 不尋常數，大於平方根的質因數為43。
- 十进制的奢侈數。

173
- 第40個質數。

174
- 合数，正因數有1、2、3、6、29、58、87和174。
質因數分解，{\displaystyle 2\times 3\times 29}。
- 过剩数，真因數和為186，盈度為12
  - 半完全数，和為本身的其中一組因數為29、 58、 87。
- 不尋常數，大於平方根的質因數為29。
- 佩服數，佩服因數為6。
- 无平方数因数的数。
  - 楔形数。
- 十进制的奢侈數。

175
- 合数，正因數有1、5、7、25、35和175。
質因數分解，{\displaystyle 5^{2}\times 7}。
- 亏数，真因數和為73，虧度為102
- 十进制的等數位數。

176
- 合数，正因數有1、2、4、8、11、16、22、44、88和176。
質因數分解，{\displaystyle 2^{4}\times 11}。
- 过剩数，真因數和為196，盈度為20
  - 半完全数，和為本身的其中一組因數為1、 2、 8、 11、 22、 44、 88。
- 十进制的奢侈數。

177
- 合数，正因數有1、3、59和177。
質因數分解，{\displaystyle 3\times 59}。
- 亏数，真因數和為63，虧度為114
- 不尋常數，大於平方根的質因數為59。
- 半素数。
- 无平方数因数的数。
- 十进制的等數位數。

178
- 合数，正因數有1、2、89和178。
質因數分解，{\displaystyle 2\times 89}。
- 亏数，真因數和為92，虧度為86
- 不尋常數，大於平方根的質因數為89。
- 半素数。
- 无平方数因数的数。
- 十进制的等數位數。

179
- 第41個質數。
  - 孪生素数，為（179、 181）

180
- 合数，正因數有1、2、3、4、5、6、9、10、12、15、18、20、30、36、45、60、90和180。
質因數分解，{\displaystyle 2^{2}\times 3^{2}\times 5}。
- 过剩数，真因數和為366，盈度為186
- 十进制的奢侈數。

181
- 第42個質數。
  - 孪生素数，為（179、 181）

182
- 合数，正因數有1、2、7、13、14、26、91和182。
質因數分解，{\displaystyle 2\times 7\times 13}。
- 亏数，真因數和為154，虧度為28
- 无平方数因数的数。
  - 楔形数。
- 普洛尼克数，為13與14的乘積。
- 十进制的奢侈數。

183
- 合数，正因數有1、3、61和183。
質因數分解，{\displaystyle 3\times 61}。
- 亏数，真因數和為65，虧度為118
- 不尋常數，大於平方根的質因數為61。
- 半素数。
- 无平方数因数的数。
- 十进制的等數位數。

184
- 合数，正因數有1、2、4、8、23、46、92和184。
質因數分解，{\displaystyle 2^{3}\times 23}。
- 亏数，真因數和為176，虧度為8
- 不尋常數，大於平方根的質因數為23。
- 十进制的奢侈數。

185
- 合数，正因數有1、5、37和185。
質因數分解，{\displaystyle 5\times 37}。
- 亏数，真因數和為43，虧度為142
- 不尋常數，大於平方根的質因數為37。
- 半素数。
- 无平方数因数的数。
- 十进制的等數位數。

186
- 合数，正因數有1、2、3、6、31、62、93和186。
質因數分解，{\displaystyle 2\times 3\times 31}。
- 过剩数，真因數和為198，盈度為12
  - 半完全数，和為本身的其中一組因數為31、 62、 93。
- 不尋常數，大於平方根的質因數為31。
- 佩服數，佩服因數為6。
- 无平方数因数的数。
  - 楔形数。
- 十进制的奢侈數。

187
- 合数，正因數有1、11、17和187。
質因數分解，{\displaystyle 11\times 17}。
- 亏数，真因數和為29，虧度為158
- 不尋常數，大於平方根的質因數為17。
- 半素数。
- 无平方数因数的数。
- 十进制的奢侈數。

188
- 合数，正因數有1、2、4、47、94和188。
質因數分解，{\displaystyle 2^{2}\times 47}。
- 亏数，真因數和為148，虧度為40
- 不尋常數，大於平方根的質因數為47。
- 十进制的奢侈數。

189
- 合数，正因數有1、3、7、9、21、27、63和189。
質因數分解，{\displaystyle 3^{3}\times 7}。
- 亏数，真因數和為131，虧度為58
- 十进制的等數位數。

190
- 合数，正因數有1、2、5、10、19、38、95和190。
質因數分解，{\displaystyle 2\times 5\times 19}。
- 亏数，真因數和為170，虧度為20
- 不尋常數，大於平方根的質因數為19。
- 无平方数因数的数。
  - 楔形数。
- 十进制的奢侈數。

191
- 第43個質數。
  - 孪生素数，為（191、 193）

192
- 合数，正因數有1、2、3、4、6、8、12、16、24、32、48、64、96和192。
質因數分解，{\displaystyle 2^{6}\times 3}。
- 过剩数，真因數和為316，盈度為124
  - 半完全数，和為本身的其中一組因數為1、 2、 3、 6、 8、 12、 16、 32、 48、 64。
- 十进制的等數位數。

193
- 第44個質數。
  - 孪生素数，為（191、 193）

194
- 合数，正因數有1、2、97和194。
質因數分解，{\displaystyle 2\times 97}。
- 亏数，真因數和為100，虧度為94
- 不尋常數，大於平方根的質因數為97。
- 半素数。
- 无平方数因数的数。
- 十进制的等數位數。

195
- 合数，正因數有1、3、5、13、15、39、65和195。
質因數分解，{\displaystyle 3\times 5\times 13}。
- 亏数，真因數和為141，虧度為54
- 无平方数因数的数。
  - 楔形数。
- 十进制的奢侈數。

196
- 合数，正因數有1、2、4、7、14、28、49、98和196。
質因數分解，{\displaystyle 2^{2}\times 7^{2}}。
- 过剩数，真因數和為203，盈度為7
  - 半完全数，和為本身的其中一組因數為1、 2、 4、 14、 28、 49、 98。
- 平方数，為14的平方。
- 十进制的奢侈數。

197
- 第45個質數。
  - 孪生素数，為（197、 199）

198
- 合数，正因數有1、2、3、6、9、11、18、22、33、66、99和198。
質因數分解，{\displaystyle 2\times 3^{2}\times 11}。
- 过剩数，真因數和為270，盈度為72
  - 半完全数，和為本身的其中一組因數為1、 2、 3、 9、 11、 18、 22、 33、 99。
- 十进制的奢侈數。

199
- 第46個質數。
  - 孪生素数，為（197、 199）